# جنیفر میر
جنیفر میر (به انگلیسی: Jennifer Meyer) (متولد ۲۳ آوریل ۱۹۷۷) یک طراح جواهرات آمریکایی است. وی همسر سابق توبی مگوایر بازیگر مجموعه فیلم‌های مرد عنکبوتی بوده‌است.